# Kosmos 1001
Kosmos 1001 (ros. Космос-1001) – bezzałogowy lot kosmiczny w ramach programu Sojuz. Był to pierwszy lot nowego modelu pojazdu kosmicznego Sojuz-T. Misja trwała 11 dni, była nieudana; zakończyła się lądowaniem 15 kwietnia 1978 roku.